# 小果黄耆
小果黄耆（学名：Astragalus tataricus）是豆科黄芪属的植物，为中国的特有植物。分布在中国大陆的辽宁、山西、内蒙古、河北等地，生长于海拔1,000米至1,500米的地区，多生在山坡草地以及沙地上，目前尚未由人工引种栽培。
种加名 tataricus 意为“鞑靼的”。